# 808
808 (DCCCVIII) fue un año bisiesto comenzado en sábado del calendario juliano, en vigor en aquella fecha.

## Acontecimientos
- Fez es fundada por Idris II, que la convierte en capital.
- Alfonso II de Asturias ofrece a la iglesia de San Salvador de Oviedo la Cruz de los Ángeles.
- Godofredo I de Dinamarca comienza la construcción de la Danevirke para bloquear la invasión de los francos.

## Nacimientos
- Walafrido Strabo - Teólogo.
- Hunayn ibn Ishaq - Médico árabe.

## Fallecimientos
- Elipando - Obispo de Toledo.